# Paolo Foglietta
Paolo Foglietta, in lingua ligure Poro (forma antica per Pòulo) Fogetta (Genova, 1520 – 1596), è stato un poeta italiano della Repubblica di Genova, fratello dello storico Uberto Foglietta (1518 – 1581).
Noto soprattutto per la moralità contenuta nei suoi sonetti, egli denunciò aspramente quella che, secondo lui, rappresentava la perdita dei valori della civiltà ligure del tempo.
Molte sue opere sono raccolte nell'antologia Rime diverse in lingua genovese, opera di Cristoforo Zabata, edito per la prima volta nel 1575. 
A lui, da alcuni studiosi, vengono attribuite le opere del contemporaneo Vincenzo Dartonna, data la similarità dello stile e le scarse notizie biografiche che si hanno sul Dartonna.

## Le critiche morali
Il poeta criticò duramente la situazione in cui vergava la propria patria. Infatti, Genova, secondo il Foglietta, "madre di regni e di città, regina del mare", si trovava immersa nella sfrenatezza del lusso e dei disvalori; in particolare, si scagliò contro i patrizi divenuti ricchi e che costruivano belle e sontuose ville, più desiderosi di godersi la vita e di apparire in un certo modo agli occhi degli altri che di lavorare (il caposaldo economico della Repubblica di Genova era infatti il commercio). 

Non fu indenne dalle sue critiche nemmeno la lingua in cui scriveva, il genovese, accusato di assimilare vocaboli dal volgare toscano al posto di quelli tradizionali genovesi. Due secoli dopo il nobile patrizio Steva De Franchi riprenderà il discorso, difendendo anch'egli, anche se in modo e con stile differente, la lingua di Genova.